# Globus (Band)

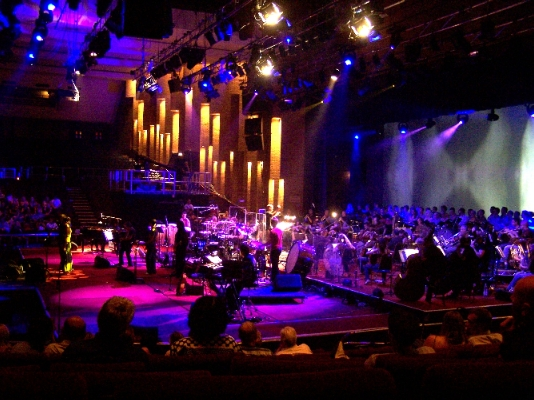
Die Weltpremiere in der Grand Hall, Wembley, London

Globus ist ein Musikprojekt der Soundtrackkomponisten und Musikproduzenten Yoav Goren und Jeffrey Fayman, die auch Gründer des kalifornischen Musikproduktionsunternehmens Immediate Music sind, mit dem sie u. a. die Musik für die Kinotrailer der Filme Spider-Man 2, The Da Vinci Code – Sakrileg, Krieg der Welten, Der Herr der Ringe und Open Water produziert haben.

## Entwicklung
Mit ihrem Projekt knüpfen die beiden Musiker an ihre Arbeit als Komponisten von Filmtrailern an, indem sie epische, oftmals dramatisch wirkende Rockmusik mit Chor- und Orchesterklängen mischen. Das Ergebnis nennen sie selbst Cinematic Rock. Das Konzept des Projekts ähnelt dem von E.S. Posthumus.
Die Musik wird vorwiegend von Goren, der bereits Leonard Cohen produzierte, und Jeffrey Fayman komponiert; weitere Beteiligte sind unter anderem Ex-Feeder-Schlagzeuger Mark Richardson, Dann Pursey, die Sängerin Lisbeth Scott, Anneke van Giersbergen, Gregg Bissonette, Soundtrackkomponist und Arrangeur Hummie Mann, die Purcell Singers und Robert Fripp, mit dem Fayman schon auf den Alben Temple in the Clouds und Trance Spirits (mit Steve Roach) zusammengearbeitet hatte.
Der erste Auftritt des Projekts war am 26. Juli 2006 in der Grand Hall der Wembley Arena, das Album Epicon folgte im August. Im Jahr 2011 erschien ein weiteres Studioalbum.
Das Repertoire wurde mehrfach live mit Orchester- und Chorunterstützung aufgeführt und auf CD und DVD veröffentlicht. Als Orchester war u. a. das Northwest Sinfonia-Orchester aus Seattle beteiligt, das im Jahr 2011 für einen Grammy nominiert war. Der Song Orchard of Mines, geschrieben von Pursey und Fayman, wurde im Jahr 2008 von der Band Asia auf dem Album Phoenix gecovert. Später kam eine Single-Auskopplung von „Orchard of Mines“ und ein Musikvideo wurde in den Pinewood Studios in Großbritannien produziert.
Im Jahr 2011 wurde das neue Studioalbum der Band veröffentlicht. Es enthielt diesmal zwölf neue Titel. Eine Tour oder ein Konzert mit den neuen Titeln wurde jedoch noch nicht angekündigt. Im Mai 2012 schließlich folgte das Video zum Song Save Me aus dem Album Break from This World.
Bei der Eröffnungsfeier zum Finale der Fußball-Europameisterschaft 2012 wurde die Melodie des Liedes Europa zur Untermalung der Schauspiele aufgeführt.

## Diskografie

### Alben
- 2006: Epicon
- 2010: Epic Live!
- 2011: Break from This World
- 2022: Cinematica
- 2024: Unforgiven

### DVDs
- 2008: Globus Live At Wembley